# Albatros C.XII
Die Albatros C.XII war ein deutsches Militärflugzeug, das im Ersten Weltkrieg zum Einsatz kam.

## Entwicklung
Die 1917 von den Ingenieuren Thelen und Schubert entwickelte Albatros C XII sollte die C.X ablösen, nachdem die geplante C.XI nur ein Projekt blieb. Sie wich vom bisherigen Bauschema ab, indem sie die aerodynamische Ellipsenform des Rumpfes, die dreieckige Kielflosse zur Aufnahme des Schleifsporns und die runde Propellerhaube der Albatros-Jagdflugzeuge übernahm. Das Leitwerk wurde komplett neu gestaltet und hatte im Vergleich zu den Vorgängern eine deutlich kleinere Höhenflosse. Flügel, Fahrwerk und Motor hingegen wurden nur mit kleineren Änderungen unmittelbar von der C XII übernommen.
Neben Albatros wurden die OAW, BFW (Bayerische Flugzeugwerke) und Linke-Hofmann als Lizenznehmer zur Fertigung hinzugezogen.

## Einsatz
Als sie Anfang 1918 an der Front erschien, zeigte die Maschine trotz ihres eleganten Aussehens und guter Flugleistungen als Nachfolgemuster der C.X praktisch kaum Leistungsverbesserungen, was wohl hauptsächlich an der ungünstig gestalteten Flügelkonstruktion lag. Da sie nur eine leichte Bombenlast mitführen konnte, wurde sie meist als Aufklärer eingesetzt. Trotzdem war die C.XII bei den Frontverbänden weit verbreitet und wurde bis zum Kriegsende geflogen.
Nach dem Krieg erhielt die Albatros C.XII die zivile Handelsbezeichnung L.27.

## Technische Daten

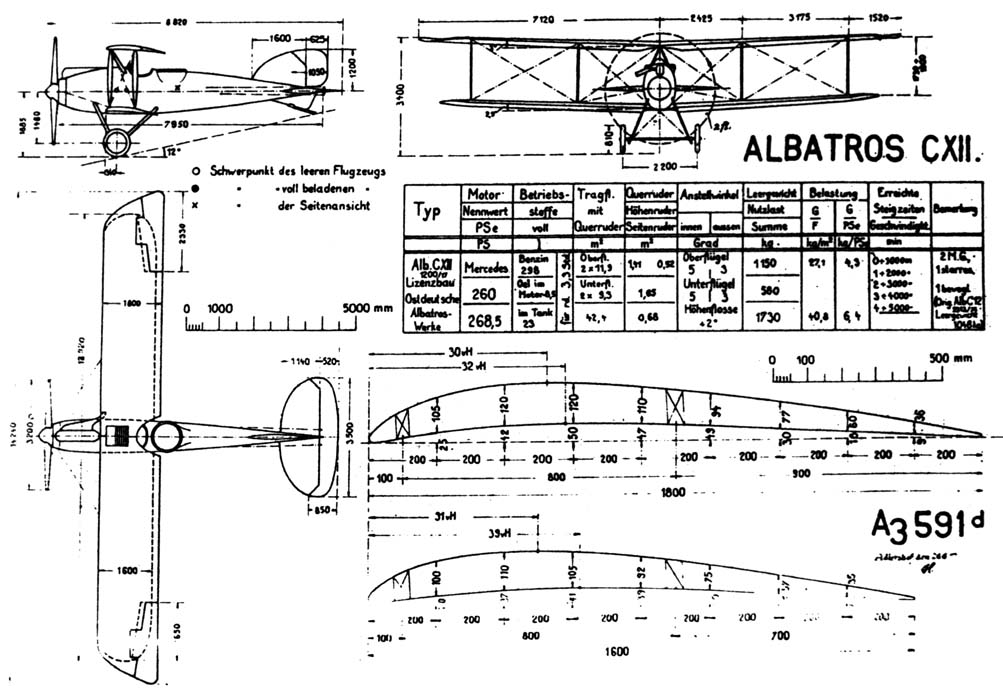
Dreiseitenriss der Albatros C.XII

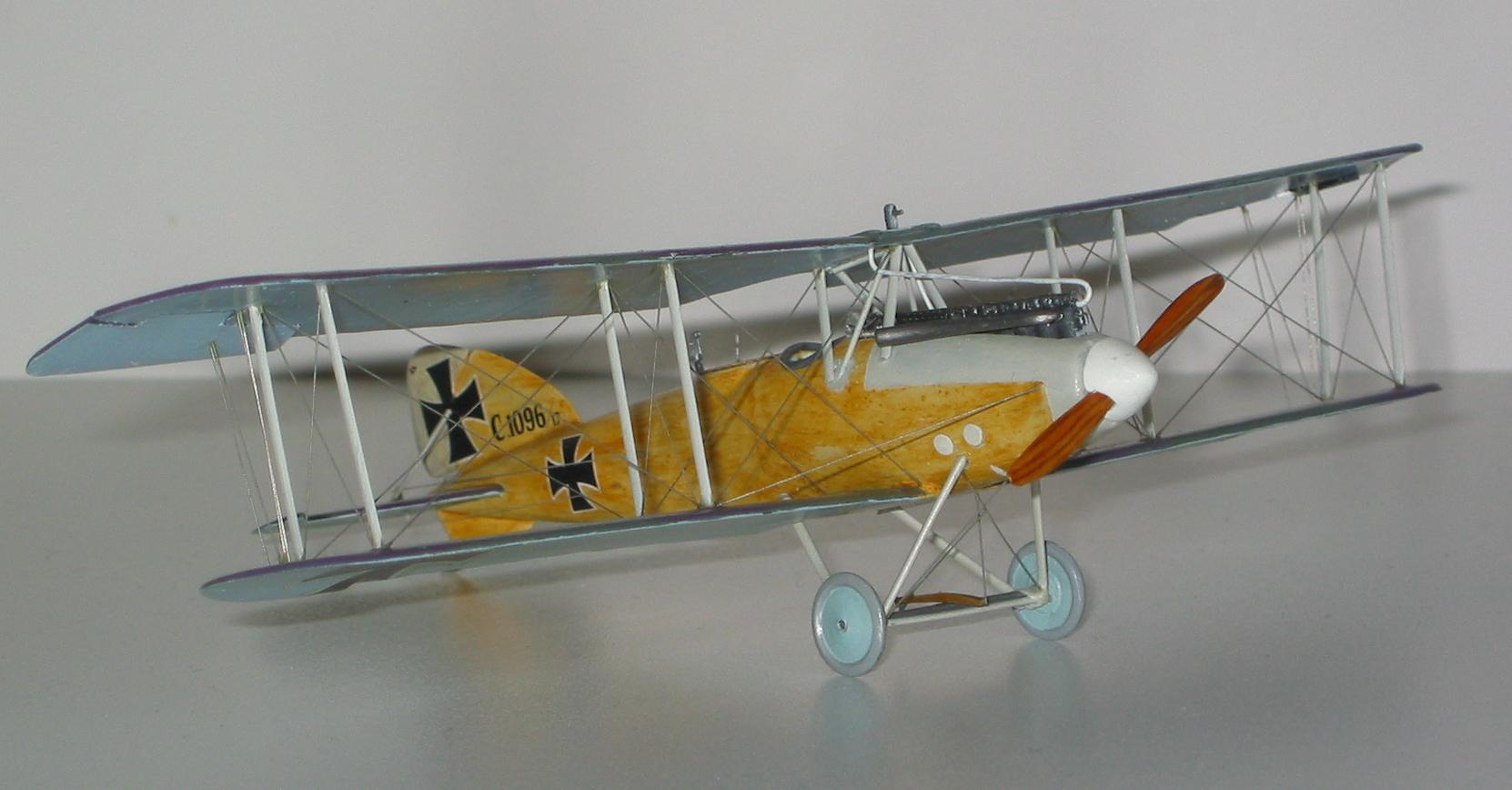
Modell der Albatros C.XII

| Kenngröße             | Daten                                                                                    |
| --------------------- | ---------------------------------------------------------------------------------------- |
| Besatzung             | 2                                                                                        |
| Länge                 | 8,85 m                                                                                   |
| Spannweite            | 14,37 m                                                                                  |
| Höhe                  | 3,25 m                                                                                   |
| Flügelfläche          | 42,70 m²                                                                                 |
| Leermasse             | 1021 kg                                                                                  |
| max. Startmasse       | 1639 kg                                                                                  |
| Triebwerk             | ein wassergekühlter 6-Zylinder-Reihenmotor Mercedes D IVa, 260 PS (191 kW) Startleistung |
| Höchstgeschwindigkeit | 175 km/h                                                                                 |
| Steiggeschwindigkeit  | 4,20 m/s                                                                                 |
| Steigzeit auf 1000 m  | 5 min                                                                                    |
| Steigzeit auf 5000 m  | 45 min                                                                                   |
| Dienstgipfelhöhe      | 5500 m                                                                                   |
| Reichweite            | 600 km                                                                                   |
| Flugdauer             | 3:15 h                                                                                   |
| Bewaffnung            | 2 MG 7,9 mm (1 × LMG 08/15, 1 × Parabellum MG 14)                                        |